# 1872 w sztukach plastycznych
Wydarzenia w sztukach plastycznych i wizualnych w 1872 roku.

## Wydarzenia

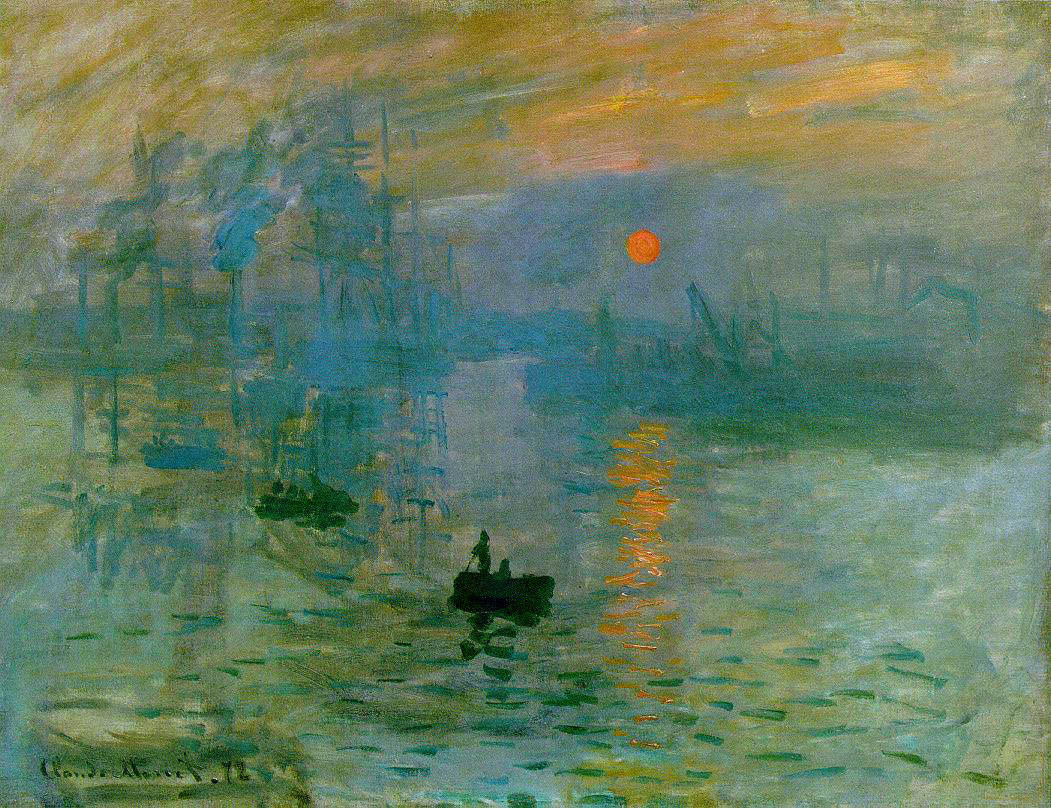
Claude Monet Impresja, wschód słońca

- Pierwsza publiczna ekspozycja obrazu Impresja, wschód słońca Claude'a Moneta[1].

## Malarstwo

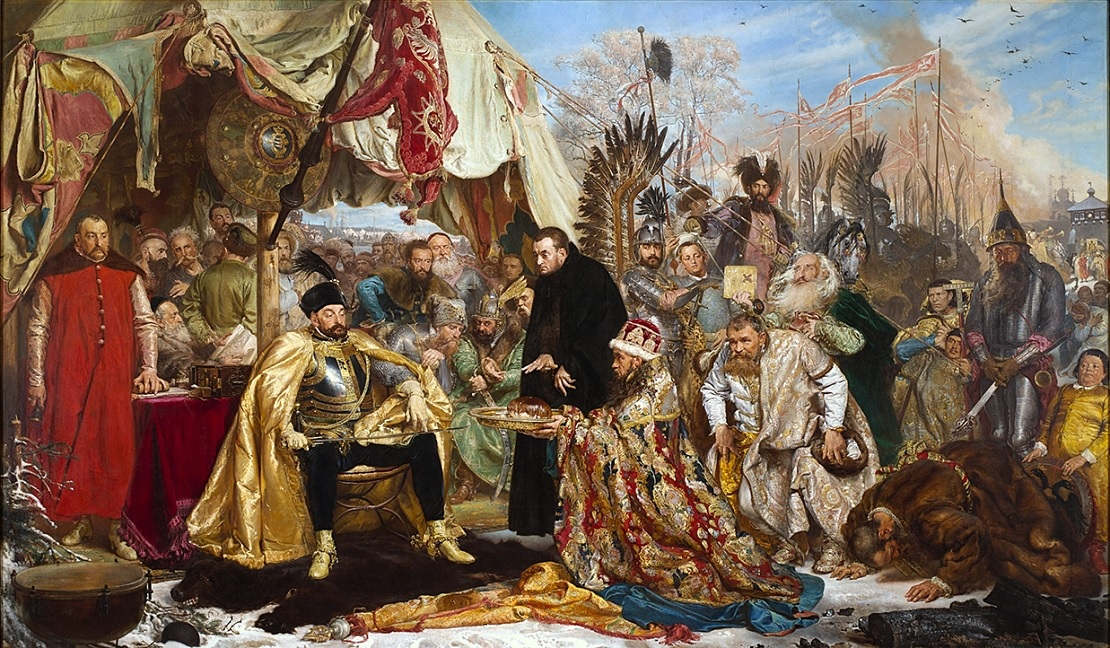
Jan Matejko Stefan Batory pod Pskowem

- Józef Chełmoński

Wielki Piątek – olej na płótnie, 58,5×125,3 cm
- Gustave Courbet

Pstrąg – olej na płótnie, 52,5×87 cm
- Edgar Degas

Lekcja tańca w operze
Fosa w operze
- Maksymilian Gierymski

Zima w małym miasteczku – olej na płótnie, 76×128 cm
- Aleksander Kotsis

Dzieci przed chatą – olej na płótnie, 38x48 cm
- Jan Matejko

Stefan Batory pod Pskowem
Widok Bebeku koło Konstantynopola
- Camille Pissarro

Sad
- Henryk Rodakowski

Wojna kokosza - olej na płótnie, 192,5 × 265 cm
- Alfred Sisley

Odpoczynek na brzegu rzeki
Kanał Saint-Martin
Most w Argenteuil
Nost w Villeneuve-la-Garenne

## Urodzeni
- 7 marca – Piet Mondrian (zm. 1944), holenderski malarz
- 18 kwietnia – Beta Vukanović, (zm. 1972), serbska malarka i karykaturzystka
- 21 sierpnia – Aubrey Beardsley (zm. 1898), angielski rysownik i grafik

## Zmarli
- 2 kwietnia – Samuel Finley Breese Morse (ur. 1791), amerykański malarz, rzeźbiarz
- 5 listopada – Thomas Sully (ur. 1783), amerykański malarz
- 21 grudnia - Robert Duncanson(ur. 1821), amerykański malarz
- 23 grudnia – George Catlin (ur. 1796), amerykański malarz